# Anton Jehly
Anton Jehly (* 5. April 1860 in Bludenz; † 20. Februar 1928 ebenda) war ein österreichischer Maler und Restaurator.

## Werke
- 188?: Stigmatisation des hl. Franziskus. Annakirche in Thüringen
- 1882: Guter Hirte. Rückwandbild der Kanzel, Tabernakel mit Lamm auf Buch mit 7 Siegeln. Fassung, Laurentiuskirche Bludenz
- 1883: Mariahilf. Altarwandgemälde, Mariahilfkapelle Bad Rotenbrunnen in Sonntag
- 1885: Hl. Anna mit Maria. Kopie nach Pater Rudolf Blättler OSB, Gemälde, Wegkapelle Ausserbraz
- 1885: Glorie Hl. Martin. Altarbild, Rechter Seitenaltar, Martinskirche Hörbranz
- 1886: Herz Mariens. Altarbild, Linker Seitenaltar, Martinskirche Hörbranz
- 1888: Stationstafeln Kreuzwegbilder, St. Laurentius-Kirche Bludenz[1]
- 1892, 1893: Hl. Andreas., Hl. Johannes., Seitenaltarbilder, Pfarrkirche Hl. Stephan in Thüringen
- 1897: Holzfelderdeckenmalerei, Friedhof Bludenz
- 1899: Moses und die Gesetzestafeln. Rückwandbild der Kanzel, Pfarrkirche Raggal
- 1900: Fresken, im Langhaus Mariä Himmelfahrt, in der Pfarrkirche Stuben am Arlberg
- 1901: Hl. Maria mit Kind., Hl. Anna mit Maria. Seitenaltarbilder, Kuratienkirche Gortipohl
- 1902: Hl. Vinzenz von Paul. Oberbild der rechten Seitenaltars, Laurentiuskirche Bludenz
- 1902: Hl. Sebastian mit Engel. Altarbild, Linker Seitenaltar, Alte Pfarrkirche Hl. Nikolaus in Lech
- 1903: Guter Hirte. Oberbild Hochaltar, Pfarrkirche Mariä Geburt in Buchboden in Sonntag
- 1906: Rosenkranzmadonna mit Hll. Dominikus und Katharina von Siena.  Vorsatzgemälde, Pfarrkirche Raggal
- 1913: Hl. Anna mit Maria. Wandbild, Daleuer Annakapelle in Brand
- 1921: Fassung des Tabernakels, Kirche Mariä Opferung, Kapuzinerkloster Feldkirch
- 1923: Gemälde Moses und Brennender Dornbusch an der Westfassade der Pfarrkirche Fontanella

## Gemälderestaurationen
- 1909: Alte Pfarrkirche Hl. Ulrich in Götzis
- 1913: Bartholomäuskirche in Übersaxen
- 1903–1904: Pfarrkirche Mariä Geburt (Tschagguns)
- 1915–1916: Nikolauskirche Innerbraz